# Ruth Goodman
Ruth Leslie Goodman (* 1961 in den Vereinigten Staaten) ist eine amerikanische Schriftstellerin, die unter dem Namen Meagan McKinney eine Anzahl von Liebesromanen geschrieben hat, die der Trivialliteratur zugerechnet werden.

## Leben und Werk
Goodman ist Biologin, gab diesen Beruf später aber auf, um hauptberuflich als Schriftstellerin zu tätig zu sein. Aus einer Ehe mit Thomas Roberson, während der sie den Namen Ruth Goodman Roberson trug, gingen zwei Kinder hervor. 1987 veröffentlichte Goodman ihren ersten Roman, No Choice But Surrender, einen Bodice Ripper über eine junge britische Adlige, die dem Charme eines schurkenhaften Amerikaners mit undurchsichtigen Motiven erliegt. Ihre Bücher erschienen bei den New Yorker Verlagen Dell und Kensington. Seit 1999 publiziert sie daneben auch bei Harlequin. Viele ihrer Bücher wurden in andere Sprachen übersetzt, seit 1992 erschienen bei Bastei Lübbe auch deutsche Ausgaben.
Goodman wurde später geschieden und lebte mit den Kindern in New Orleans. Wegen Betrugs wurde sie dort 2011 zu einer dreijährigen Haftstrafe verurteilt.

## Veröffentlichungen
Für Dell (Delacorte, Island Books):
- 1987 – No Choice But Surrender

- deutsch: Brennende Küsse (Bastei Lübbe, 1993)

- 1990 – When Angels Fall (eingeschränkte Vorschau in der Google-Buchsuche)

- deutsch: Wenn Engel fallen (Bastei Lübbe, 1992)

- 1991 – Till Dawn Tames the Night (eingeschränkte Vorschau in der Google-Buchsuche)

- deutsch: Bis die Liebe das Dunkel besiegt (Bastei Lübbe, 1992)

- 1992 – Lions and Lace (Van Alen Family Saga #1) (eingeschränkte Vorschau in der Google-Buchsuche)

- deutsch: Der Gigant und die Lady (Bastei Lübbe, 1994)

- 1993 – Fair is the Rose (Van Alen Family Saga #2)

- deutsch: Geheimnisvoll wie die Rose (Bastei Lübbe, 1994)

- 1994 – The Ground She Walks Upon (eingeschränkte Vorschau in der Google-Buchsuche)

- deutsch: Im Zauberbann der Liebe (Bastei Lübbe, 1995)

Für Kensington (Zebra):
- 1988 – My Wicked Enchantress

- deutsch: Kampf der Liebe (Bastei Lübbe, 2000)

- 1994 – A Man to Slay Dragons

- deutsch: Der Club der Rächerinnen (Bastei Lübbe, 1999)

- 1997 – Gentle from the Night

- deutsch: Triumph der Zärtlichkeit (Bastei Lübbe, 1997)

- 1998 – The Fortune Hunter

- deutsch: Nur der Wind kennt meine Träume (Bastei Lübbe, 1999)

- 1998 – In the Dark
- 1999 – The Merry Widow
- 2001 – Moonlight Becomes Her

- deutsch: Wie ein Dieb in der Nacht/Diebin der Nacht (Bastei Lübbe, 2002)

- 2001 – Still of the Night

Für Harlequin (Silhouette):
- 1999 – One small secret (mit Anne McAllister) (eingeschränkte Vorschau in der Google-Buchsuche)
- 2000 – The Cowboy Meets His Match (Matched in Montana #1) (eingeschränkte Vorschau in der Google-Buchsuche)
- 2000 – The Lawman Meets His Bride (Matched in Montana #2) (eingeschränkte Vorschau in der Google-Buchsuche)
- 2001 – The M.D. Courts His Nurse (E-Book) (eingeschränkte Vorschau in der Google-Buchsuche)
- 2003 – Billionaire Boss (E-Book) (eingeschränkte Vorschau in der Google-Buchsuche)
- 2003 – The Cowboy Claims His Lady (E-Book) (eingeschränkte Vorschau in der Google-Buchsuche)
- 2003 – Plaine Jane & the Hotshot (E-Book) (eingeschränkte Vorschau in der Google-Buchsuche)